# Igreja dos Santos Nereu e Aquileu
Santi Nereo e Achilleo ou Igreja dos Santos Nereu e Aquileu é uma igreja titular em Roma, Itália,  localizada na Via delle Termi di Caracalla, no rione de Célio, de frente para as Termas de Caracala, e dedicada aos mártires Nereu e Aquileu.
O atual cardeal-presbítero do titulus de Ss. Nerei et Achillei é Celestino Aós Braco.

## História
Um inscrição lapidar de 337 d.C. na Basilica di San Paolo fuori le Mura celebra o finado Cinnamius Opas, lector de uma igreja conhecida como Titulus Fasciolae. Uma outra inscrição lapidar existe, de 377 d.C., a um Félix, provavelmente o Félix, presbyter Tituli Fascioli, que era pai do papa Félix III e foi mencionado no Liber Pontificalis. Este lugar tem sido tradicionalmente explicado como o lugar onde São Pedro perdeu as bandagens do pé (fasciola), que envolviam os ferimentos causados pelas correntes após ter escapado da Prisão Mamertina. Nos atos do sínodo do papa Símaco, de 499, o Titulus Fasciolae aparece sendo servido por quatro sacerdotes. Este mesmo edifício é relatado como titulus Sanctorum Nerei et Achillei em 595. Portanto a consagração aos santos Nereu e Aquileu, dois mártires do século II, deve ter ocorrido no século VI.
Em 814, o papa Leão III reconstruiu a antiga igreja titular. No século XIII, as relíquias dos dois mártires foram transferidas das Catacumbas de Domitila para a igreja de Sant'Adriano al Foro, de onde elas foram depois trazidas para esta igreja pelo cardeal Barônio.
A igreja foi claramente se degradando com a idade e, em 1320, de acordo com o "Catálogo de Turim", ela era um titulus presbiterial sem nenhum sacerdote. Por isso, o papa Sisto IV restaurou a igreja por ocasião do jubileu de 1475. O jubileu de 1600 também serviu de motivo para a última grande restauração, desta vez patrocinada pelo antiquário e acadêmico cardeal Barônio, que encomendou os afrescos.

## Interior
Por trás de sua modesta fachada, a igreja foi construída de acordo com um típico plano basilical, com uma nave única e dois corredores laterais. As colunas originais foram trocadas no século XV por pilares ortogonais e a nave é marcada pelos grandes afrescos encomendados pelo cardeal Barônio.
O cardeal, levando adiante o seu esquema iconográfico sincronizado para o jubileu de 1600, enfatizou o papel dos mártires romanos durante os primeiros anos do cristianismo. A execução do trabalho ficou a cargo de um pintor de menor expressão, que geralmente acredita-se ser Niccolò Circignani, dito "Pomarancio". Há muitos detalhes grotescos e sanguinolentos por todas as paredes, amenizados apenas pelas cores pastéis que amenizam um pouco o efeito aterrador das pinturas.
O ambo medieval está montado sobre uma enorme urna de pórfiro retirada do vizinho Termas de Caracala. A tela baixa que separa o coro está decorada com incrustações em estilo cosmatesco do século XIII. Um candelabro em mármore branco foi retirado de San Paolo fuori le Mura e levado para lá. O cibório, do século XVI, está montado sobre colunas de mármore africano.
Os tímpanos do arco ao final da nave ainda preservam alguns dos mosaicos originais do tempo de Leão III, com uma "Transfiguração" numa mandorla. O altar-mor, composto por três painéis cosmatescos, guarda as relíquias de Nereu, Aquileu e de Santa Flávia Domitila. Os três foram retirados das Catacumbas de Domitila e levados para lá. Próximo ao altar estão duas pedras pagãs mostrando dois espíritos alados retiradas de um templo vizinho.
Na abside atrás do altar está o trono episcopal montado sob a direção do antiquário cardeal Barônio, reutilizando leões no estilo cosmatesco geralmente associado com a escola de Vassalletto como braços; no encosto estão gravadas as palavras iniciais e finais da vigésima-oitava homilia de São Gregório, inscritas por conta da tradição incorreta de que ele as teria dito ali, perante as relíquias de Nereu e Aquileu no dia de sua festa. Quando o cardeal Barônio ordenou a inscrição, ele não sabia que as relíquias estavam originalmente enterradas na basílica subterrânea das Catacumbas de Domitila e, por isso, acreditou que este teria sido o lugar onde São Gregório teria pregado.
O arco da abside tem mosaicos do século IX representando a "Anunciação", a "Transfiguração" e a "Teótoco".

## Galeria

Imagens da igreja
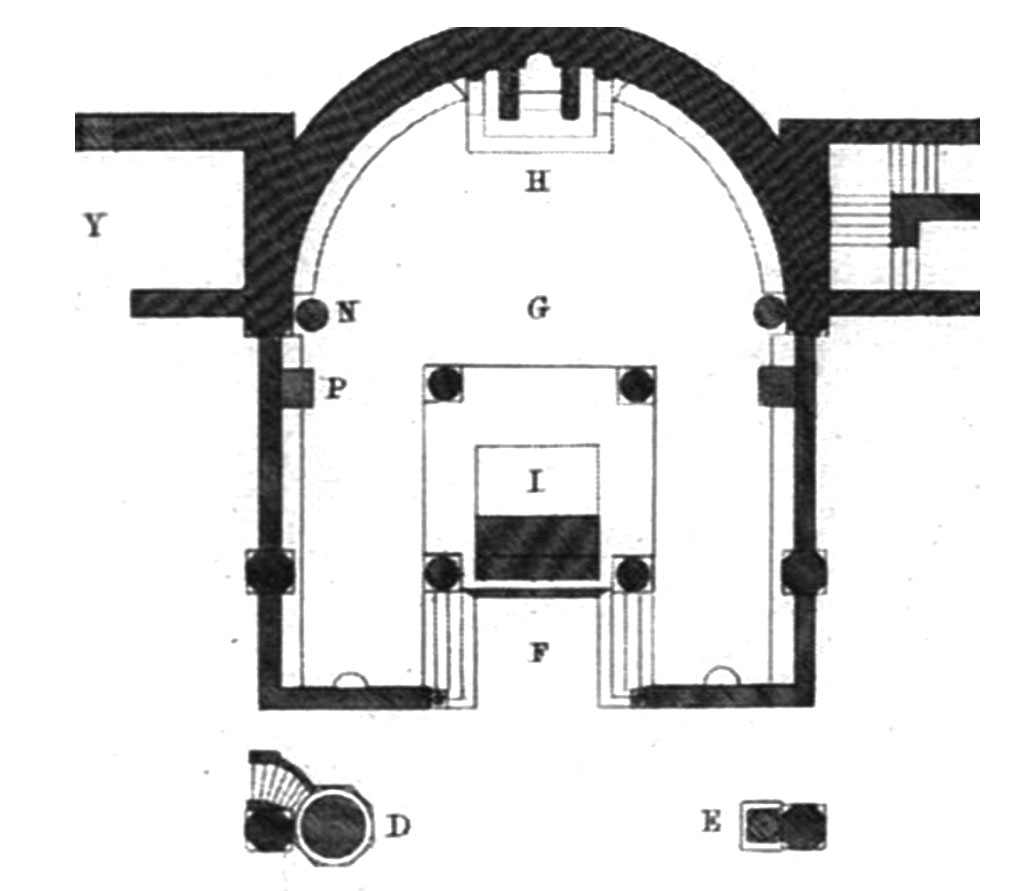
Planta-baixa da igreja
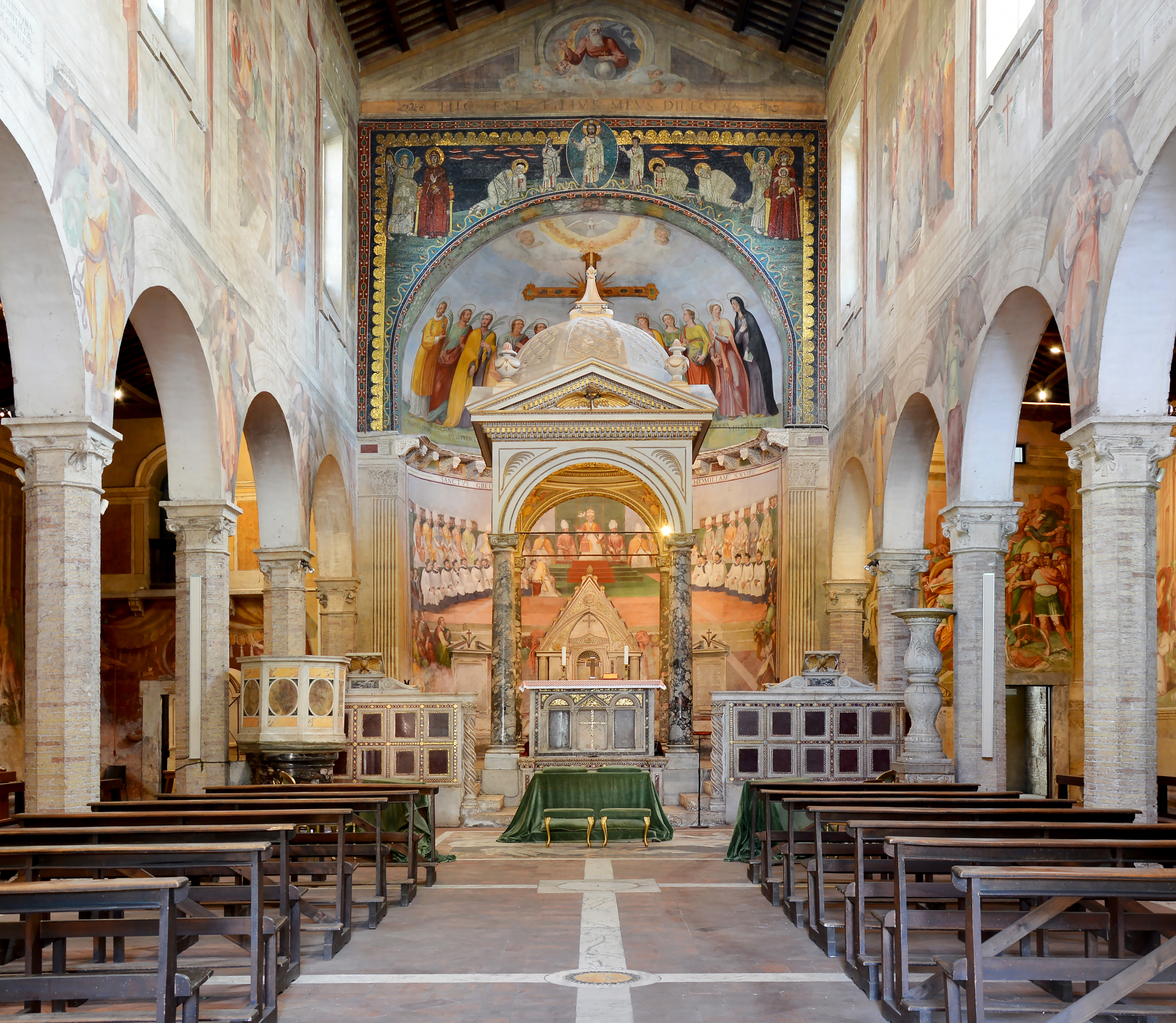
Vista do interior
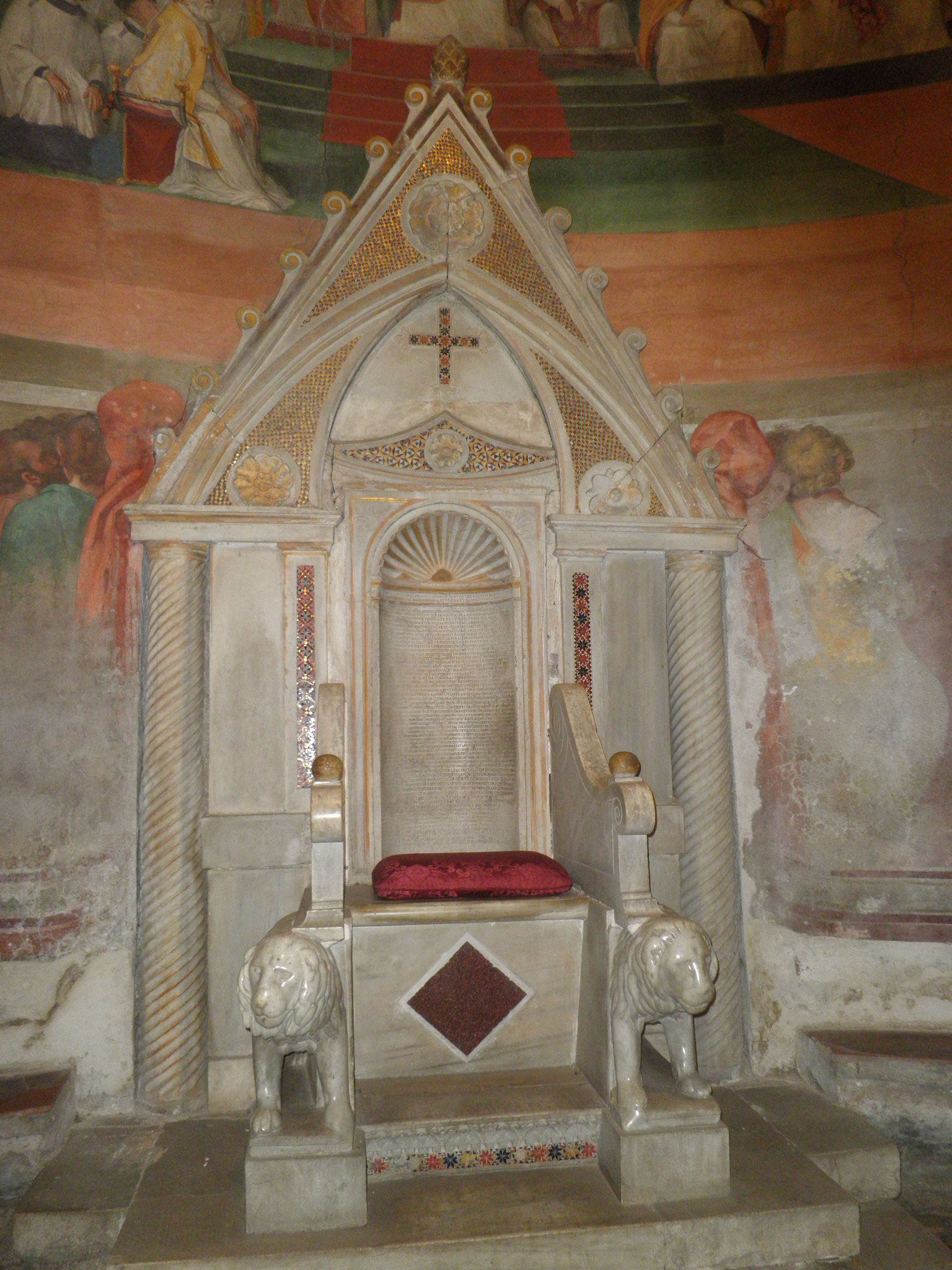
Trono espicopal
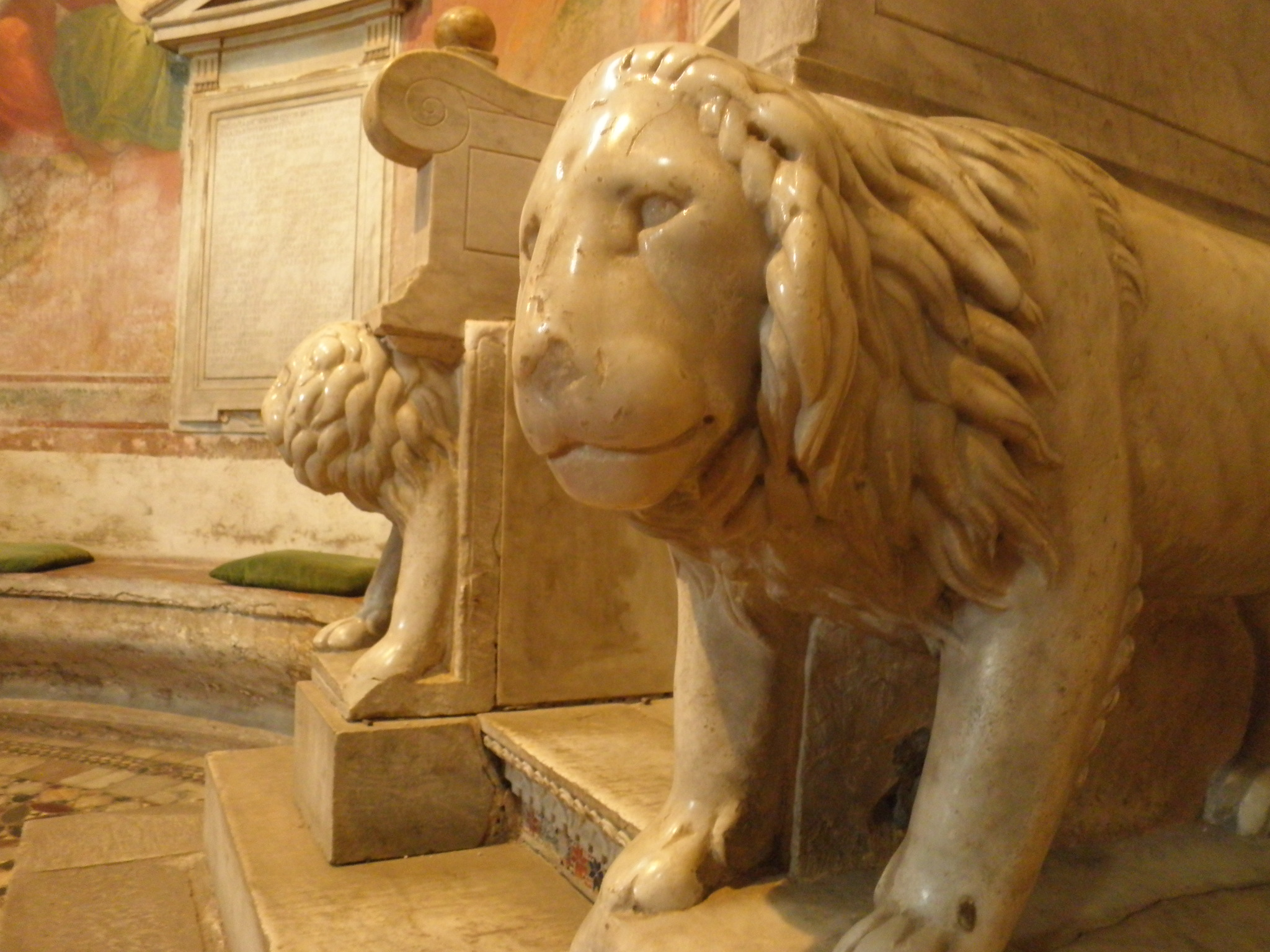
Detalhe dos leões no trono episcopal